# Praia de Atalaia Velha
Orla de Atalaia em Aracaju
Atalaia é uma praia brasileira da cidade de Aracaju, Sergipe. A praia é uma das mais famosas do Nordeste e representa Sergipe através do cartão postal na Praça dos Arcos.
É onde está localizada a orla de Atalaia, é a praia urbana mais popular da cidade de Aracaju. Com cerca de seis quilômetros de extensão, é um dos principais cartões-postais da capital sergipana.
Na orla de Atalaia existem opções de lazer como bares e casas de dança e música, além de barracas de água de coco e quadras de basquete, futebol, tênis e uma pista de skate. Dentro desse conjunto de belezas, vale destacar que essa orla, considerada uma das mais bonitas do 
Brasil, oferece aos cidadãos e turistas o que há de melhor em lazer e entretenimento.
É nessa praia que fica também o Monumento aos Formadores de Nacionalidade, que homenageia, e deixa lado a lado, nomes como  Zumbi dos Palmares, Tiradentes, Dom Pedro 2º e Getúlio Vargas.

## História
Seu antigo nome era "Barretas", e a travessia até outros bairros era feita por meio de barcos, já que não havia nenhuma ponte. A maioria de seus habitantes era formada por pescadores e veranistas. Um dos seus fundadores foi Antônio Alves.